# Václav Kočka (historik)
Václav Kočka (6. srpna 1875 Čistá – 23. dubna 1951 Praha) byl český poštovní úředník a amatérský regionální historik.

## Život
V rodné Čisté vychodil obecnou školu, následně studoval na vyšší reálné škole v Rakovníku. Roku 1895 nastoupil na místo poštovního úředníka, ve kterém setrval až do odchodu do výslužby roku 1936.
Od studií v Rakovníku se věnoval historii, ponejprve svého rodného městečka. Po přestěhování do Prahy v roce 1914, kde trvale pracoval na poště pozdějšího Masarykova nádraží, měl snazší přístup k pramenům ve zdejších archivech. Spolupracoval na soupisu místních jmen pořizovaném československým ministerstvem pošt. Později byl jmenován členem místopisné komise ČAVU, na jejíž práci se podílel až do roku 1947.
V těžišti jeho historického zájmu leželo Kralovicko a Rakovnicko, jejichž historii zpracoval ve svých dvou hlavních dílech, lokalitám mimo tuto oblast se věnoval výjimečně. Obec Chřešťovice na Písecku, kam jezdíval na letní byt, má jeho zásluhou dobře zpracovanou historii až na jednotlivá čísla popisná. Silnou stránkou Kočkova díla byl značný rozsah prostudovaných pramenů, kritizován je pro neschopnost hlubší syntézy.

## Dílo
- Dějiny hradu Krakovce (1912)
- Dějiny politického okresu kralovického, Díl 1. Soudní okres kralovický (1930)
- Dějiny politického okresu kralovického, Díl 2. Soudní okres manětínský (1932)
- Dějiny Rakovnicka (1936–39)
- Lidice – dějiny a poslední dnové vsi (1946)
- Unhoštské rody erbovní (1948)
- Poloha a dějiny zaniklé vsi Necek
- Rokytno a Rakovník do roku 1252
- Zbečno
- Po stopách Hedečanů
- Listář k dějinám hornictví na Rakovnicku
- Hrady Džbán a Držmberk
- Chlum, Všetaty, Loučko a Protivná
- Drasovice
- Rozdraží, Dub a Slavošov
- Po stopách Čechů na Chebsku (1920)
- Místopis republiky čsl. (1922)
- Kralovicko za války třicetileté (Šrekr, Kralovice). Libyně Vysoká